# Bernard Fontenelle
Bernard le Bovier de Fontenelle (ur. 11 lutego 1657 w Rouen, zm. 9 stycznia 1757 w Paryżu) – francuski filozof, religioznawca, pisarz i poeta.
Siostrzeniec Pierre i Thomasa Corneille. Był prekursorem metody porównawczej w badaniach nad religiami, autorem traktatu De l’origine des fables, w której stwierdził zadziwiającą zgodność między wierzeniami starożytnych Greków i Indian. W 1686 opublikował Rozmowy o wielości światów, gdzie dał wyraz swojemu sceptycyzmowi co do możliwości poznania otaczającej nas rzeczywistości. Od 1691 był członkiem Akademii Francuskiej.

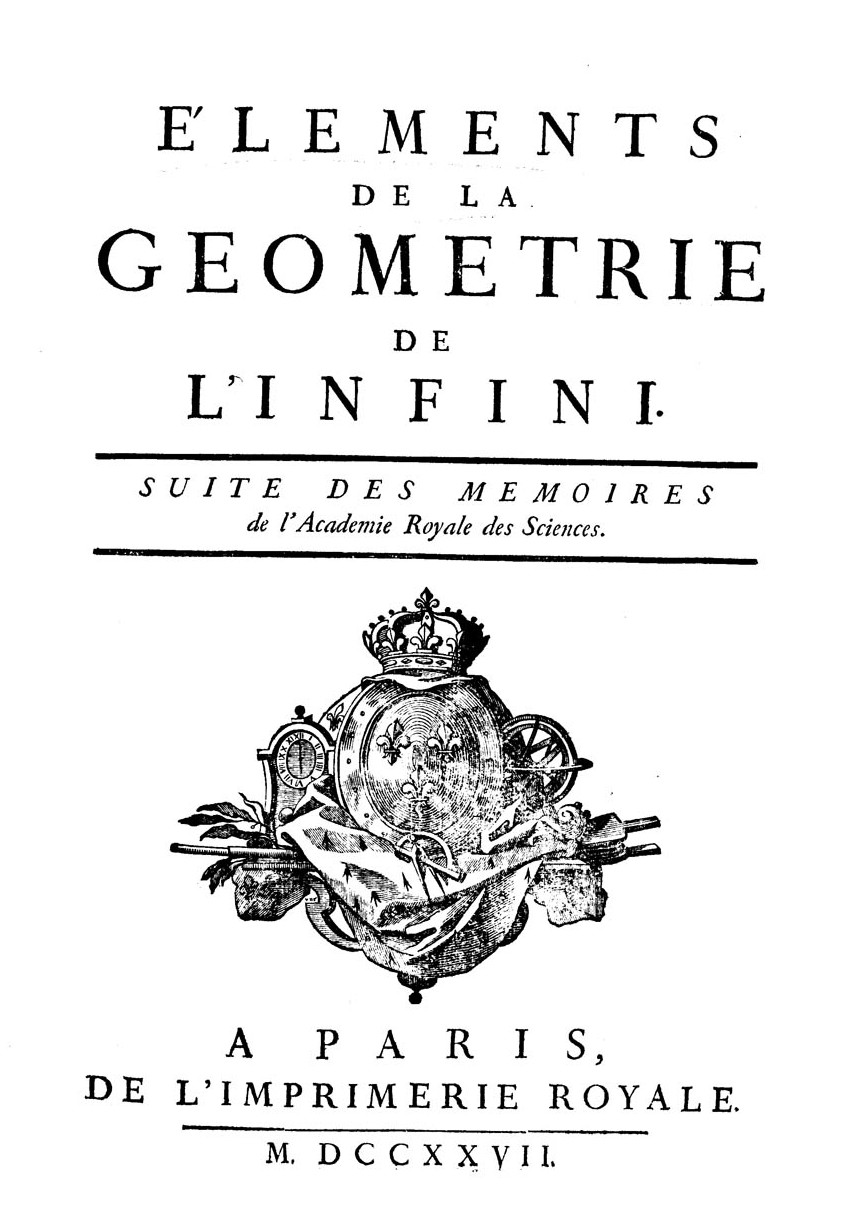
Éléments de la géométrie de l'infini, 1727

W utworach prozą z powodzeniem popularyzował wiedzę, stając się poprzednikiem oświecenia, autor utworów: „Dialogues des morts” (w rodzaju Lukiana, 1683, przekład polski Juliusza Germana: „Rozmowy zmarłych”, 1911); „Entretiens sur la pluralitè des mondes” (1686); „Histoire des oracles” (1687), „Histoire de l’ Académie des sciences” (1702) i „Eloges des acadèmiciens” (1708–1722). „Oeuvres complëtes” (1758–1761, 11 tomów, nowe wydanie 1818, 3 tomy oraz wydanie z roku 1825, 5 tomów). 